# Ham (chimpancé)

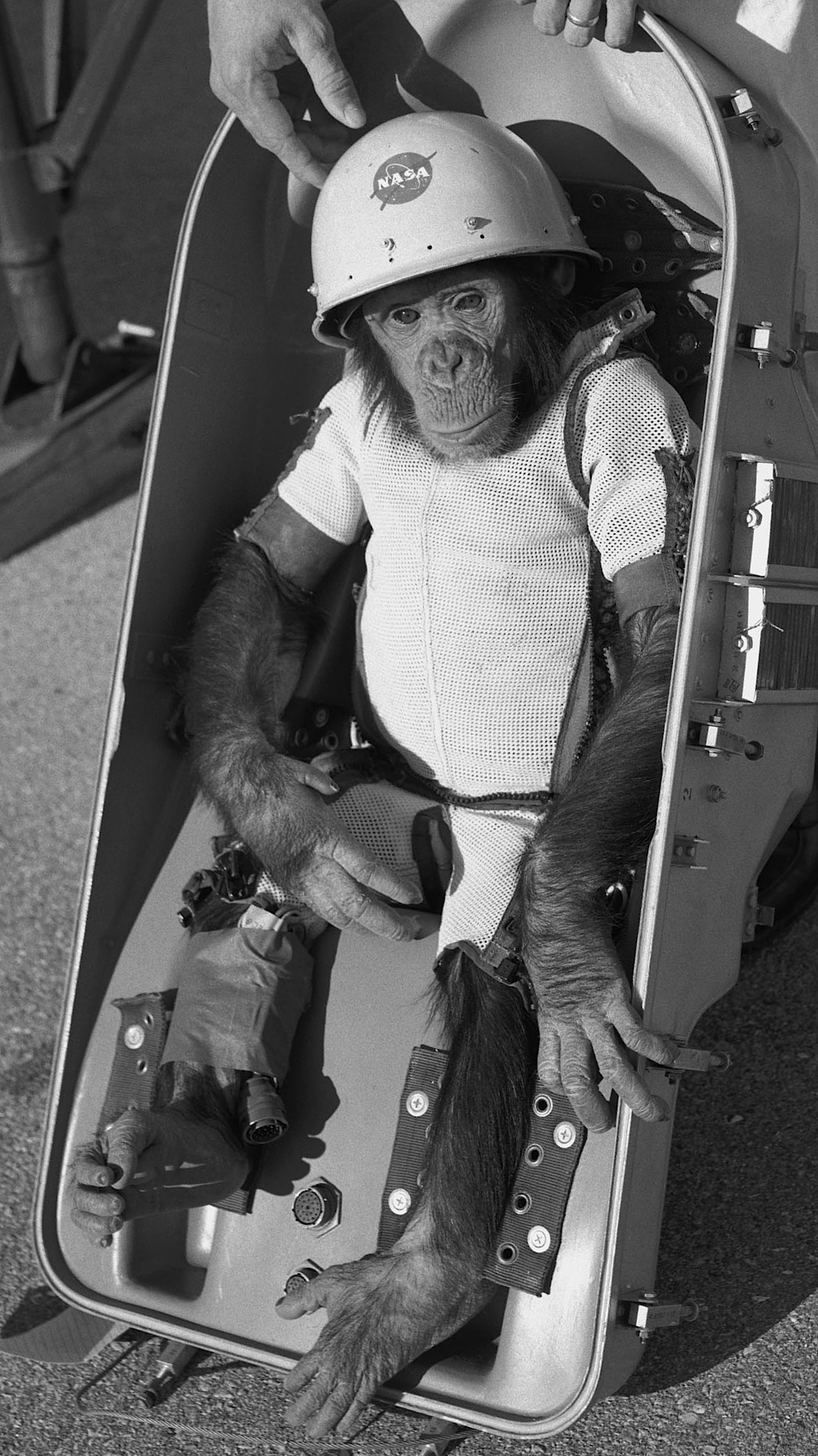
Ham confinado a una cápsula vital, antes de su vuelo

Ham, también conocido como Ham el chimpancé (julio de 1956–19 de enero de 1983), fue el primer homínido en volar al espacio exterior. Ham pertenecía a un grupo de seis chimpancés entrenados en el centro de medicina aeroespacial de Holloman, donde fue entrenado para mover algunas palancas en función de diversas luces activadas. Durante su entrenamiento recibía golosinas como premio o descargas eléctricas como castigo.
El 31 de enero de 1961, Ham pilotó una misión de prueba del proyecto Mercury cuyo objetivo era simular exactamente aquello que sentiría el primer astronauta estadounidense durante su histórico viaje suborbital.
El despegue se llevó a cabo sin incidentes, pero un problema en el regulador de aceleración del cohete proporcionó un exceso de velocidad que no se resolvería hasta que se agotó el oxígeno líquido, lo que llevó a la cápsula a una altitud máxima de 253 km, superior a la esperada.
Ello supuso un período de ingravidez de siete minutos para Ham, y una reentrada con una desaceleración de 14,7 Gs, más elevada de lo normal.
El vuelo duró dieciséis minutos y treinta y nueve segundos y la cápsula amerizó en el Océano Atlántico, a 679 km de distancia del punto de despegue, 209 km más allá de lo previsto. Como resultado del mayor impacto, la prolongada espera hasta la llegada del rescate, y la violencia de las olas, unos 350 l de agua penetraron en el interior de la cápsula.
Por fortuna, Ham fue rescatado sano y salvo, y una rápida revisión confirmó que se encontraba en buenas condiciones. Después de ser el primer chimpancé lanzado al espacio exterior y que además demostró que podía seguir trabajando y recibiendo órdenes allá arriba, Ham pasó sus últimos años en el zoológico, hasta el 19 de enero de 1983, cuando murió con veintiséis años de edad.